# Гёкмалы
Гёкмалы́ (также Геокмалы; азерб. Hökməli) — посёлок в Гёкмалинском административно-территориальном округе Апшеронского района Азербайджана.

## Этимология
Название села происходит от личного имени Хокмали.

## История
Село Гёкмалы в 1913 году согласно административно-территориальному делению Бакинской губернии относилось к Гёкмалинскому сельскому обществу Бакинского уезда.
В 1926 году согласно административно-территориальному делению Азербайджанской ССР село относилось к Бакинскому уезду.
После реформы административного деления и упразднения уездов в 1929 году населенный пункт передан Бакинскому городскому совету Азербайджанской ССР. 10 ноября 1937 года селу Геокмалы присвоен статус посёлка.
Согласно административному делению 1961 года пгт Геокмалы входил в Геокмалинский поселковый совет Кировского района Бакинского городского совета Азербайджанской ССР.
4 января 1963 года посёлок передан в состав новообразованного Апшеронского района. Согласно административному делению 1977 года пгт Геокмалы входил в Геокмалинский поселковый совет Апшеронского района.
В 1999 году в Азербайджане была проведена административная реформа и внутри Гёкмалинского административно-территориального округа был учрежден Гёкмалинский муниципалитет Апшеронского района.

## География
Посёлок находится в 7 км от райцентра Хырдалан и в 16 км от Баку. Ближайшая железнодорожная станция — Хырдалан.
Посёлок находится на высоте 208 метров над уровнем моря.

## Население
| Численность населения | Численность населения | Численность населения | Численность населения | Численность населения | Численность населения | Численность населения |
| 1886                  | 1959                  | 1970                  | 1979                  | 1989                  | 1999                  | 2009                  |
| --------------------- | --------------------- | --------------------- | --------------------- | --------------------- | --------------------- | --------------------- |
| 1267                  | ↗1951                 | ↗2170                 | ↗2529                 | ↗3267                 | ↗3935                 | ↗8707                 |

В 1886 году в селе жило 1267 человека, все — таты, по вероисповеданию — мусульмане-шииты.
Население преимущественно занято в промышленности.

## Климат
| Показатель | Янв. | Фев. | Март | Апр. | Май  | Июнь | Июль | Авг. | Сен. | Окт. | Нояб. | Дек. | Год  |
| --- | ---- | ---- | ---- | ---- | ---- | ---- | ---- | ---- | ---- | ---- | ----- | ---- | ---- |
| Средний суточный максимум, °C | 5,9  | 5,7  | 9,1  | 16,2 | 21,8 | 26,8 | 30,0 | 29,9 | 25,3 | 18,8 | 15,5  | 8,7  | 19,0 |
| Средняя температура, °C | 3,2  | 3,1  | 5,9  | 12,0 | 17,4 | 22,4 | 25,4 | 25,4 | 21,4 | 15,2 | 12,6  | 5,8  | 14,2 |
| Средний суточный минимум, °C | 0,6  | 0,5  | 2,8  | 7,9  | 13,1 | 18,0 | 20,9 | 21,0 | 17,5 | 11,7 | 9,7   | 3,0  | 9,4  |
| Норма осадков, мм | 23   | 20   | 26   | 35   | 30   | 22   | 11   | 11   | 20   | 32   | 32    | 26   | 288  |
| Источник: https://ru.climate-data.org/%d0%b0%d0%b7%d0%b8%d1%8f/%d0%b0%d0%b7%d0%b5%d1%80%d0%b1%d0%b0%d0%b8%d0%b4%d0%b6%d0%b0%d0%bd/%d0%b0%d0%bf%d1%88%d0%b5%d1%80%d0%be%d0%bd%d1%81%d0%ba%d0%b8%d0%b8-%d1%80%d0%b0%d0%b8%d0%be%d0%bd/%d1%85%d0%b5%d0%ba%d0%bc%d0%b0%d0%bb%d1%8b-956433/ |      |      |      |      |      |      |      |      |      |      |       |      |      |

Среднегодовая температура воздуха в посёлке составляет +14,2 °C. В посёлке полупустынный климат.

## Инфраструктура
В советское время в посёлке располагались средняя школа, клуб, библиотека, детский сад, медицинский пункт.
В посёлке расположены промышленная зона AzFP CO LTD (завод по производству пластиковой посуды, полистироловых и полипропиленовых мешков, молокозавод), макаронная фабрика, почтовое отделение, средняя школа, детский сад, клуб, библиотека, врачебный пункт, 2 мечети.
Из архитектурных памятников в посёлке находится мавзолей XVIII века постройки.